# ファイヤー・ウィズ・ファイヤー 炎の誓い
『ファイヤー・ウィズ・ファイヤー 炎の誓い』（ファイヤー・ウィズ・ファイヤー ほのおのちかい、Fire with Fire）は、2012年のアメリカ合衆国のアクションスリラー映画。アメリカ合衆国では劇場公開されず、2012年11月にソフト発売された。

## ストーリー
ある日、勇敢な消防士として知られるジェレミーは、仕事帰りに立ち寄ったコンビニで殺人事件を目撃する。後に犯人はギャングのボスであるヘイガンだと判明するが、彼を有罪にするにはジェレミーの証言が必要不可欠だった。事件の担当刑事セラは、ジェレミーに対して証人保護プログラムを発動する。これによってジェレミーは、名前も住所も変えて別人として生きることとなった。しかし、ヘイガンの魔の手は彼に刻一刻と迫り、ついには恋人タリアや友人の命までも脅かすようになってしまう。覚悟を決めたジェレミーは、愛する者を奪われる前に、ヘイガンの息の根を止めることを決意する。
幸運も味方し、ジェレミーは何とかヘイガンの部下らを倒し、消防士としての知識と経験を活かして弁護士からヘイガンの居場所を聞き出すと、ヘイガンらを建物ごとまとめて燃やすことにする。計画通りにヘイガンの部下らは次々と焼け死ぬが、その場にタリアが捕らえられていることを知ったジェレミーは、消防士の装備で燃え盛る建物の中に飛び込むと、ヘイガンと一騎討ちとなる。ジェレミーは追いつめられ撃ち殺されそうになるが、その瞬間、自力で脱出したタリアがヘイガンを撃ち殺す。ジェレミーはタリアとともに無事に脱出する。建物は全焼し、ジェレミーの放火殺人を示す証拠は消える。セラはジェレミーの犯行を知りつつも、ジェレミーの記録が証人保護プログラムによって抹消されていることを利用し、見て見ぬ振りをする。

## キャスト
ジェレミー・コールマン
演 - ジョシュ・デュアメル、日本語吹替 - 阪口周平
消防士。8歳の頃に両親を火事で亡くし、身寄りがなく施設育ち。仲間や恋人を何よりも大事し、周囲からの信頼も厚い。
マイク・セラ
演 - ブルース・ウィリス、日本語吹替 - 中村秀利
刑事。かつての相棒を殺したヘイガンに恨みを抱いている。
タリア・ダラム
演 - ロザリオ・ドーソン、日本語吹替 - 雨谷和砂
連邦捜査官。証人保護プログラムで保護されたジェレミーの護衛担当で現在の恋人。
デヴィッド・ヘイガン
演 - ヴィンセント・ドノフリオ、日本語吹替 - 加藤清司
アーリア系を名乗る新興ギャングのボス。自分のためなら罪のない人間を平気で殺す凶悪な人物。
ラマー
演 - カーティス・“50セント”・ジャクソン、日本語吹替 - 河合みのる
アフリカ系ギャングのボス。ジェレミーに銃を売る。ヘイガンと対立。
ロバート
演 - ジュリアン・マクマホン、日本語吹替 - 河合みのる
殺し屋。ジェレミーを執拗に追う。タリアを拉致監禁するが、最後はタリアに撃ち殺される。
ボイド
演 - ヴィニー・ジョーンズ、日本語吹替 - 藤原貴弘
ヘイガンの凶暴な部下。ジェレミーともみ合っているうちに頭部を強打して死亡。
ダーレン
演 - アリ・ヴァーヴィーン
殺し屋。ジェレミーの返り討ちにあい、ロバートの応急治療も空しく死亡。
アダム
演 - エリック・ウィンター、日本語吹替 - 荒井勇樹
ジェレミーの消防士仲間で親友。
カレン・ウェストレイク
演 - ボニー・サマーヴィル、日本語吹替 - 大谷雅美
地方検事。セラとともに事件を担当。
ハロルド・ゲザース
演 - リチャード・シフ
ヘイガンの弁護士。実はヘイガンに脅迫されている。
クレイグ
演 - ジェームズ・レジャー、日本語吹替 - 金子修
ジェレミーの消防士仲間で親友。ヘイガンによって見せしめに瀕死の重傷を負わされる。
ウォレス
演 - クイントン・"ランペイジ"・ジャクソン
街のギャング。ラマーの部下。